# Alain Soral
Alain Soral, i befolkningsregistret Alain Bonnet, och ofta även känd under det fullständiga familjenamnet Alain Bonnet de Soral, född 2 oktober 1958, är en fransk-schweizisk författare, journalist och filmskapare. Han är bror till skådespelerskan Agnès Soral, som först använde den förenklade "Soral"-pseudonymen. Soral är bosatt i Pyrenees-Atlantiques. Sedan juni 2004 har han varit boxningstränare. Soral var från början kommunist och arbetade senare för det högerextrema partiet Front National innan han lämnade det 2009. I juli 2015 var han medgrundare av ett eget parti, Égalité & Réconciliation (Jämlikhet och Försoning), tillsammans med Dieudonné M'bala M'bala, en fransk komiker med franskt och kameruniskt påbrå. Soral har väckt kontroverser för antisemitism och "uppvigling till rasligt hat" (motsvarande hets mot folkgrupp), inklusive en dom för uppvigling för att ha sagt om Adolf Hitler, "det här är vad som händer när man inte fullbordar jobbet" rörande judar, men han säger sig försvara "vanliga judar" emot "den organiserade judiska gemenskapen" och sionistiska lobbyorganisationer.